# Nursel Duruel
Nursel Duruel (* 1941 in Şarki Karaağaç, Kütahya, Türkei) ist eine türkische Journalistin und Autorin, die für ihre Erzählungen mehrfach ausgezeichnet wurde.
Duruel studierte in Istanbul Archäologie und begann 1961 als Rundfunkjournalistin. 1979 beginnt ihre Veröffentlichungstätigkeit als Erzählerin. Ihre 1981 und 1983 mit türkischen Literaturpreisen ausgezeichnete Erzählung Geyikler, Annem ve Almanya erschien auch ins Deutsche übertragen (Die Hirsche, meine Mutter und Deutschland, 1984).

## Auszeichnungen
- 1983: Sait-Faik-Literaturpreis